# 1960 en littérature
| Années de la littérature : 1957 - 1958 - 1959 - 1960 - 1961 - 1962 - 1963    |
| Décennies de la littérature : 1930 - 1940 - 1950 - 1960 - 1970 - 1980 - 1990 |

Cet article présente les faits marquants de l'année 1960 en littérature.

## Événements
- 24 mars : Le gouvernement de Taïwan interdit l'exportation d'éditions piratées de livres en langue étrangère.
- 25 mars : La Cour d'Appel de New York, juge le roman L'Amant de lady Chatterley de D. H. Lawrence comme obscène et donc non distribuable aux États-Unis.
- 1er avril : Édition du premier livre entièrement écrit par une machine : A book, more or less.
- 26 octobre : Saint-John Perse obtient le prix Nobel de littérature
- 10 novembre : l’édition complète non expurgée de L'L'Amant de lady Chatterley de D. H. Lawrence est publiée par Penguin Books en Grande-Bretagne, vendant son premier tirage de 200 000 exemplaires le premier jour de sa publication[1]
- 24 novembre : Fondation de l'OuLiPo, mouvement littéraire fondé par Raymond Queneau et François Le Lionnais.
- Manifeste de Paul Angoulvent : « L’Édition au pied du mur. »

## Presse
- 7 mars : Lancement de l'hebdomadaire Télé 7 jours en France.
- Avril : Philippe Sollers fonde la revue littéraire Tel Quel, avec Jean-Edern Hallier.

## Parutions

### Biographie, récits et souvenirs
- André Beauguitte, Le chemin de Cocherel, éd. Alphonse Lemerre, 266 pages. Sur Aristide Briand.

### Essais
- Willie Abraham (ghanéen), The mind of Africa.
- Jean-Louis Bory, Pour Balzac et quelques autres, éditions Julliard
- Jean-Paul Desbiens, Insolences du Frère Untel (6 septembre).
- Cheikh Anta Diop (sénégalais), L’Unité culturelle de l’Afrique et L’Afrique noire précoloniale.
- Vladimir Jankélévitch, Le Pur et l’Impur.
- Maurice Merleau-Ponty, L'Œil et l'Esprit.
- Louis Pauwels et Jacques Bergier, Le Matin des magiciens.
- Jean-Paul Sartre (philosophe), Critique de la raison dialectique.
- Kwasi Wiredu, Philosophy and an African Culture.

### Histoire
- Jacques Hillairet, Dictionnaire historique des rues de Paris

### Poésie
- Jean Lescure : Treize poèmes

### Romans

#### Auteurs francophones
- Louis-Ferdinand Céline, Nord.
- Jean-Louis Curtis, La Parade, éd. Julliard.
- Marguerite Duras, Hiroshima mon amour.
- Romain Gary, La Promesse de l'aube.
- Jean-René Huguenin, La Côte sauvage
- Marcel Pagnol, Le Temps des secrets.
- Yves Régnier, Le Sourire, éd. Grasset.
- Claude Simon, La Route des Flandres.
- Yves Thériault, Ashini.

#### Auteurs traduits
- Poul Anderson, La Patrouille du temps.
- Hans Peter Richter, Mon ami Frédéric.

#### Auteurs non traduits
- Pimentel Gomes, O Brasil entre as cinco matências ao fim deste século.
- José Mauro de Vasconcelos, Brasil, petencia Militar de Manuel Meira.

## Théâtre
- 22 janvier, France : L'auteur dramatique d'origine roumaine Eugène Ionesco présente Rhinocéros (créée en Allemagne le 6 novembre 1959).
- 22 mars : La Dernière Bande, pièce de Samuel Beckett (1958) est jouée en français (traduction par l'auteur).
- 16 avril : Les Âmes mortes, pièce d’Arthur Adamov, d’après Gogol.

## Principales naissances
- 1er janvier : Gen Sato, mangaka japonais.
- 4 février : Jung Mikyung, autrice sud-coréenne († 18 janvier 2017).
- 2 mars : Peter F. Hamilton, auteur britannique de science-fiction.
- 18 juin : Ariane Le Fort, femme de lettres belge.
- 6 juillet : Margarita Khemlin, écrivain russe († 24 octobre 2015).
- 19 septembre : Marion Mazauric, éditrice française, fondatrice et dirigeante de la maison Au diable vauvert.
- 10 novembre : Neil Gaiman, auteur britannique de fantasy et de science-fiction.
- 16 décembre : José Eduardo Agualusa, écrivain angolais.

Date inconnue :
- Agnès Agboton, poétesse et conteuse béninoise de langue catalane.
- Lee Hye-gyeong, autrice sud-coréenne.

## Principaux décès
- 4 janvier : Albert Camus, écrivain français, 47 ans, dans un accident de voiture (° 1913).
- 12 janvier : Nevil Shute, ingénieur aéronautique, aviateur et écrivain anglais (° 1899).
- 31 mai : Willem Elsschot, écrivain belge d'expression néerlandaise (° 1882).
- 17 juin : Pierre Reverdy, poète français (° 1889).
- 29 août : Vicki Baum, romancière et scénariste américaine d'origine autrichienne (° 24 janvier 1888).
- 20 novembre : Alice Poulleau, femme de lettres et géographe française (° 22 décembre 1885).